# Districtul Sadao
Sadao (în thailandeză สะเดา) este un orășel numit și „Danok” și un district (Amphoe) din Provincia Songkhla, în Thailanda de sud, la granița cu Malaezia.

## Istorie
Sadao era parte din Kedah în districtul Changlun, care înseamnă "un elefant cade" în thailandeză. Districtul a fost anterior parte din Changlun, și a fost apoi sub suzeranitatea Sultanatului Kedah (cunoscut ca Syburi în thailandeză). Sadao este numit Sendawa în malaieză.
Atunci când Marea Britanie și Siam (Thailanda) au semnat Tratatul anglo-siamez din 1909, Changlun a fost împărțită în două părți. Principalul oraș de frontieră din Changlun a devenit districtul Kubang Pasu, acum în Kedah în Malaezia. Restul a rămas thailandez. Tambon-ul Sadao, împreună cu fostul cartier minor (King Amphoe) Prik, formează Sadao-ul modern.

## Etimologie
Numele Sadao este cuvântul thailandez pentru Copacul Neem.

## Geografie
Districtele vecine sunt Districtul Khuan Don și Districtul Khuan Kalong a Provinciei Satun, Districtul Khlong Hoi Khong, Districtul Hat Yai, Districtul Chana, Districtul Na Thawi a Provinciei Songkhla. La sud-vest sunt statele Kedah și Perlis ale Malaeziei.

## Transport
Districtul marchează sfârșitul Drumului Phetkasem, cel mai lung drum din Thailanda, care se desfășoară din Bangkok până la granița la Danok (Thailanda)/Bukit Kayu Hitam (Malaezia).
Două puncte de trecere a graniței cu principalele Malaezia sunt situate în cartier. Principala trecere este situată la Ban Dan Nok (บ้าน ด่าน นอก), cu Bukit Kayu Hitam pe partea malaieziană. Cealaltă trecere mai liniștită este la Padang Besar (Thailanda), cu orașul malaezian Padang Besar (Malaezia) în Perlis pe partea malaieziană. Trecerea principală de cale ferată între Malaezia și Thailanda este, de asemenea, la Padang Besar.

## Administrație
Districtul este subdivizat în 8 subdistricte (tambon), care sunt subdivizate în 48 sate (muban). Orașul (thesaban tambon) Sadao încojoară întregul tambon Sadao. Padang Besar (Thailanda) este un alt oraș care încojoară părți al tambon-ului Padang Besar. Sunt trei subdistricte municipale (thesaban tambon) - Prik și Phang La fiecare încojoară părți ale tamboanelor omonime și Samnak Kham întregul tambon omonim. Sunt ulterior 7 organizații administrative ale tambon-ului, responsabile pentru zonele non-municipale.
| Număr | Nume         | Thailandeză | Sate | Locuitori |
| ----- | ------------ | ----------- | ---- | --------- |
| 1.    | Sadao        | สะเดา       | -    | 19,284    |
| 2.    | Prik         | ปริก         | 11   | 20,808    |
| 3.    | Phang La     | พังลา        | 7    | 12,570    |
| 4.    | Samnak Taeo  | สำนักแต้ว     | 10   | 13,180    |
| 5.    | Thung Mo     | ทุ่งหมอ       | 7    | 7,070     |
| 6.    | Tha Pho      | ท่าโพธิ์       | 8    | 6,416     |
| 7.    | Padang Besa  | ปาดังเบซาร์   | 12   | 24,066    |
| 8.    | Samnak Kham  | สำนักขาม     | 7    | 11,864    |
| 9.    | Khao Mi Kiat | เขามีเกียรติ   | 5    | 5,048     |

## Galerie

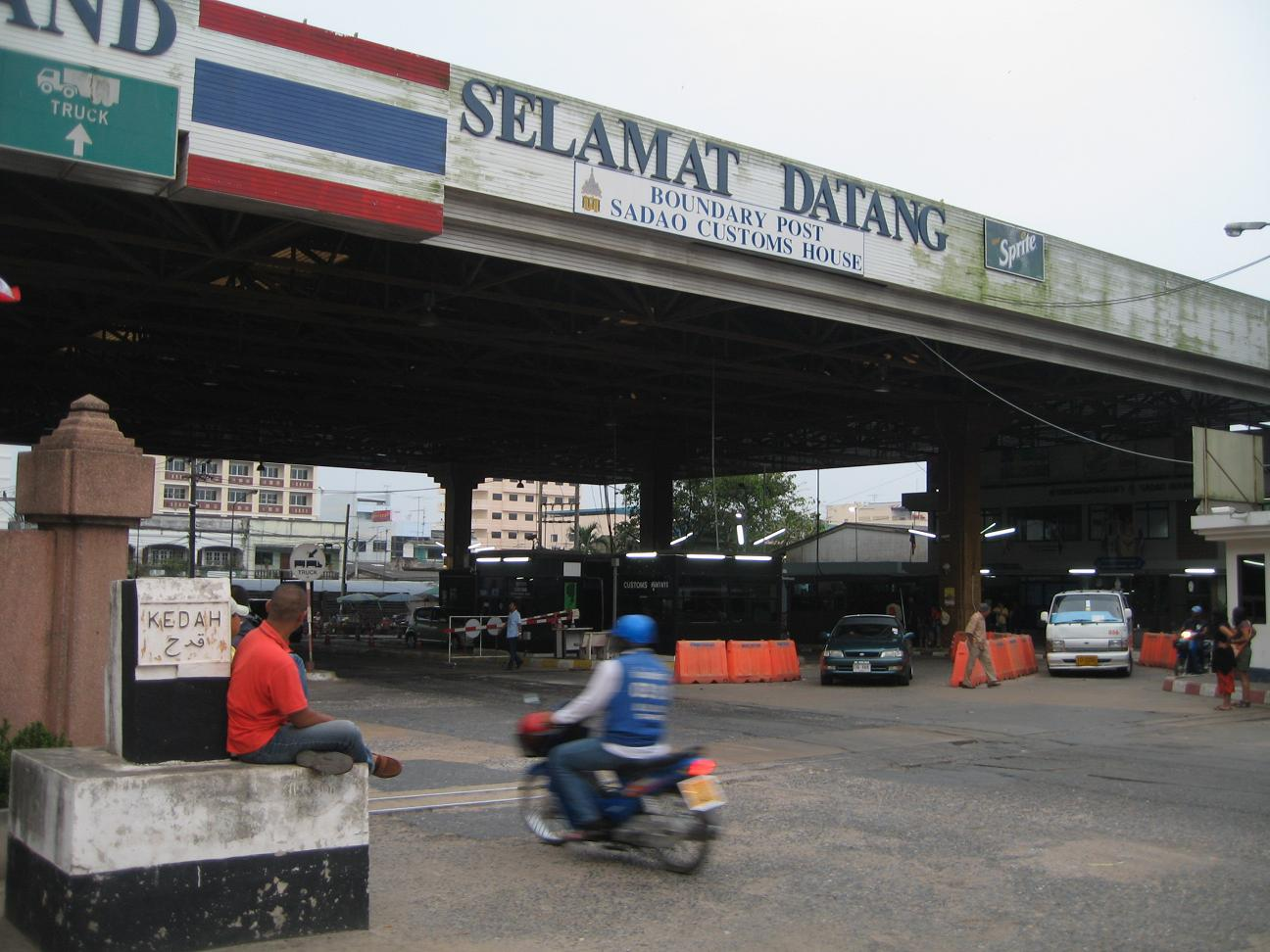
Punctul de control Sadao de la Danok.
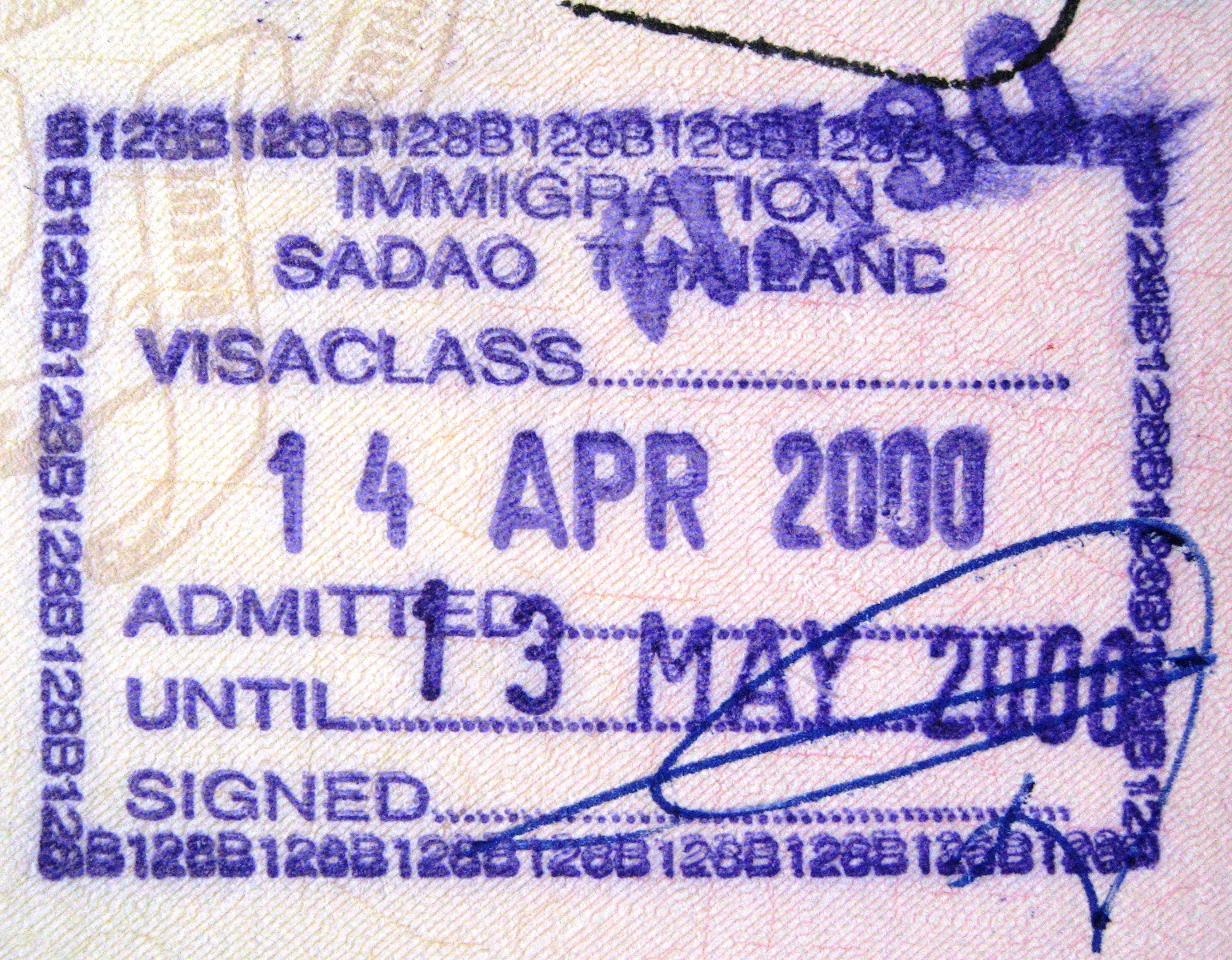
Ștampila de intrare de la punctul de trecere a frontierei Sadao la Danok.
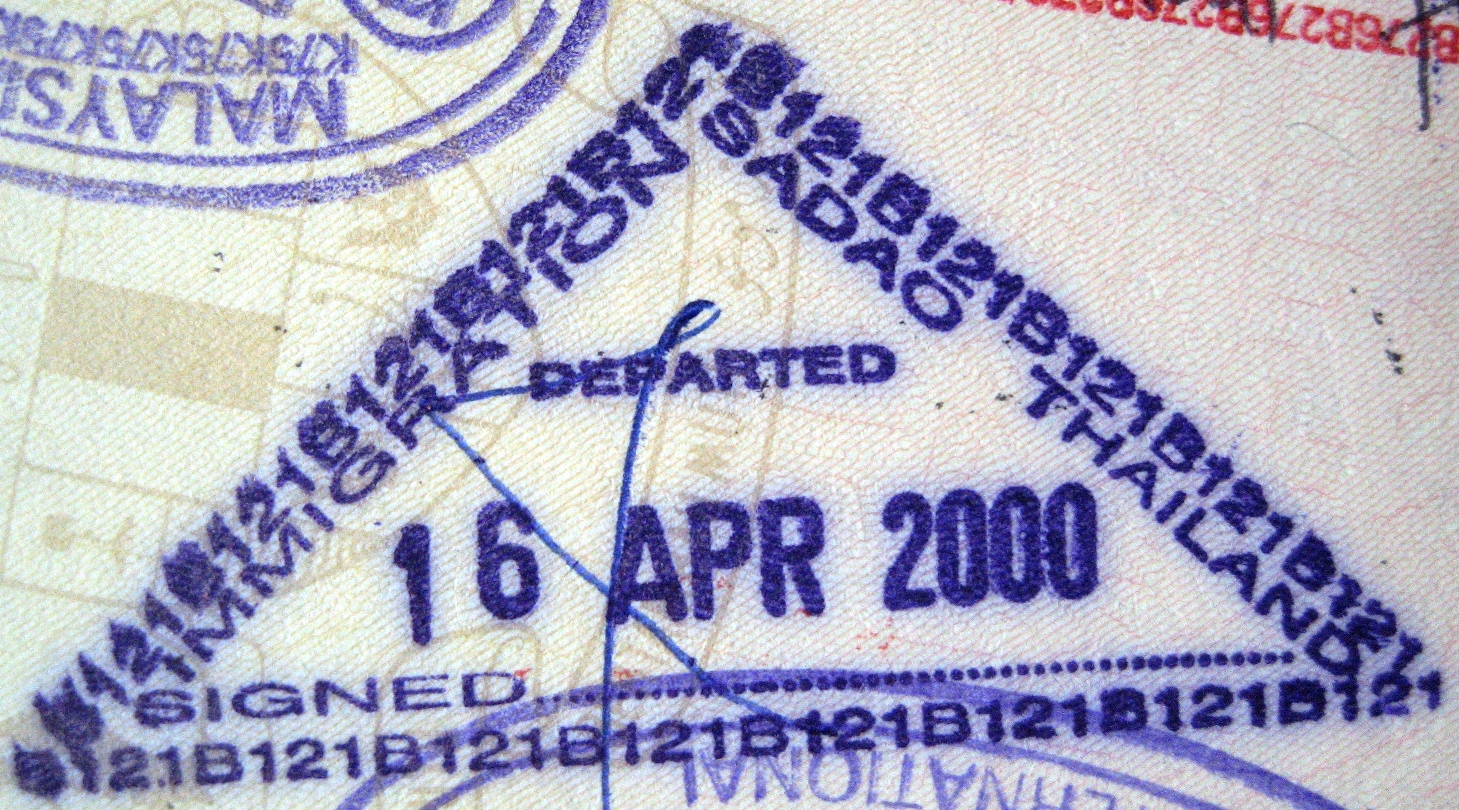
Ștampila de ieșire de la Sadao.

## Link-uri
- amphoe.com Arhivat în 17 februarie 2009, la Wayback Machine.